# Солар II
51°48′00″ пн. ш. 30°12′20″ сх. д. / 51.8° пн. ш. 30.205555555556° сх. д.
Солар II — найбільша в Білорусі сонячна електростанція.
Займає площу понад 41 гектар і складається з приблизно 84 164 сонячних панелей. Електростанція знаходиться в селі Соболі на півдні Білорусі. Брагінський район — найпівденніший район Білорусі. Тут 1900 сонячних годин у році, це всього лише на 10% менше, ніж в Сочі.
Фотоелектричні модулі з'єднані 730 км кабелю. Для перетворення постійного струму встановлено 617 інверторів з напругою 0,4 кВ. Десять трансформаторних підстанцій підвищують напругу до 20 кВ. Єдиний трансформатор фірми Siemens збільшує напругу до 110 кВ і передає електроенергію в лінію протяжністю 4,5 км, в кінці якої знаходиться високовольтна підстанція «Брагін».
Ключовою особливістю даної станції є те, що вона побудована на території, яка постраждала від аварії на Чорнобильській АЕС. Таким чином землі малопридатні для ведення сільського господарства стають затребувані для виробництва електроенергії.
Вартість споруди склала 24 млн євро.

## Будівництво
Побудована білоруською компанією А1 спільно з ВАТ «Брагинагросервис» і місцевими підрядними організаціями. Під час будівництва СЕС було створено 60 робочих місць. Станцію почали будувати у квітні 2016 року, а вже у серпні 2016 запустили.